# Esdoorntandvlinder
De esdoorntandvlinder (Ptilodon cucullina) is een nachtvlinder uit de familie Notodontidae (tandvlinders.

## Beschrijving
De voorvleugellengte bedraagt tussen de 15 en 20 millimeter. De voorvleugels hebben een bruine grondkleur, die lichter is aan de buitenrand. Aan de top van de vleugel bevindt zich een kenmerkende witte vlek. Langs de buitenrand staan enkele donkere stippen. Aan de bovenkant bevindt zich een "puntje". De achtervleugel is crèmekleurig met aan de achter-binnenhoek een donkere vlek. De vorm van de vlinder is zeer gelijkend aan het kroonvogeltje.

## Waardplanten
De esdoorntandvlinder heeft esdoornsoorten als waardplanten. De soort heeft een voorkeur bos of struweel op een kalkrijke bodem. De soort overwintert als pop.

## Voorkomen
De soort komt verspreid over Europa voor.

### Nederland en België
De esdoorntandvlinder is in Nederland een zeer zeldzame en België een vrij zeldzame soort. De vlinder kent twee jaarlijkse generaties die vliegen van april tot en met augustus.